# Yamamoto Kakuma
Yamamoto Kakuma (山本覚馬?) (1828-1892) Fue un samurái japonés del final del periodo Edo, quien se convirtió en educador y político en la era Meiji. Nativo de Aizu, Yamamoto servía al daimyō de Aizu, Matsudaira Katamori, y los primeros momentos de la guerra Boshin (1868 - 1869). Fue instructor en el Nisshinkan, la escuela del dominio de Aizu para los hijos de los samurái. Al comienzo de la guerra, Yamamoto quedó ciego y fue apresado por soldados del dominio de Satsuma. Luego, ya libre fue miembro de la prefectura de Kioto; convertido al cristianismo, Yamamoto trabajó con su cuñado Joseph Hardy Neesima (marido de su hermana menor, Yaeko) para fundar la Universidad Doshisha en Kioto. Yamamoto mismo resultó el segundo presidente de esa universidad. 

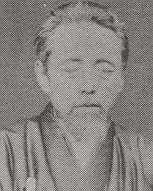
Yamamoto Kakuma.

Además de su trabajo en educación, Yamamoto fue un prolífico autor. Uno de sus más conocidas obras es un trabajo sobre las reformas del Estado japonés.
Yamamoto fue caracterizado por el actor Ryū Raita en la miniserie de 1987 Byakkotai.